# Vederlag (ekonomi)
Vederlag är ersättning för en prestation, till exempel lön för arbete, tjänst i gengäld, betalning för en vara eller en rättighet. Det behöver inte röra sig om pengar utan kan vara en motprestation i form av till exempel arbete, vara eller rättighet. Vederlaget för en kvälls barnpassning kan vara en biobiljett och en påse godis.
Vederlagsledighet kan också vara sjömäns arbetstid under de veckor, när de inte arbetar ombord.